# リヴィウ州

リヴィウ州
Львівська область

リヴィウ州（リヴィウしゅう、ウクライナ語: Львівська область リヴィーウスィカ・オーブラスチ、ラテン文字転写: L’vivs’ka oblast’）は、ウクライナ西部の州である。日本語慣用名では、しばしばリヴィフ州（リヴィーウ州）あるいはリビウ州、リボフ州と表記・発音される。ロシア語名ではリヴォフ州（Львов、リヴォーフ州）、ポーランド語名ではルヴフ州 (Lwów)となる。州都はリヴィウ。人口は259万人。

## 歴史
中欧の中心地にあることやカルパティア山脈への入口としての州の戦略的位置によって、州の帰属は歴史的に変遷が多かった。モラヴィア王国やキエフ大公国、ポーランド王国などがこの地を統治していた。1200年頃から1340年まではハールィチ・ヴォルィーニ大公国として独立しており、その後ポーランド・リトアニア連合によって統治された（1340年から1772年）。
1772年から1918年にかけてはオーストリア・ハンガリー帝国が統治した。第一次世界大戦におけるオーストリア・ハンガリー帝国の敗戦により同地では西ウクライナ人民共和国が建国されたが、ポーランド・ウクライナ戦争に敗れて滅亡した。ウクライナ勢力はその後赤軍と合流してポーランド・ソビエト戦争を戦ったが、再び敗れて1920年から同地域はポーランド領となった（ポーランド第二共和国のルヴフ県の一部として）。ポーランドによる統治は約20年継続したが、ウクライナ系の住民を中心にポーランド領であることを好んだわけではなかった。
1939年9月に、独ソ不可侵条約の秘密議定書に基づき、ポーランドがドイツとソ連に分割占領されると、ソ連に編入され、ソ連内のウクライナ・ソビエト社会主義共和国領となった。独ソ戦中の1941年から1944年にかけてはナチス・ドイツが占領したが、ソ連が第二次世界大戦に勝利したことにより、再びソ連領となった。
戦後は10年ほどウクライナ蜂起軍を中心とした激しい独立運動が展開され、一時は大半の地域をウクライナ独立派が掌握するに到った。しかし、ポーランド軍やソ連軍の軍事作戦やウクライナ人居住区の武力的・政治的弾圧により、この独立運動は悲惨な結果に終わった。これ以降は武力抗争は影を潜め、1960年代以降はソ連が安定して統治した。
1991年にはソビエト連邦の崩壊に伴ってウクライナが独立し、リヴィウ州はその一部となった。
上記の歴史的経緯から、反ロシア感情が根強い。ロシア連邦や親ロシア勢力とのウクライナ紛争を受けて、リヴィウ州議会は2018年9月18日、ロシア語による歌曲を公共の場で流したり、書籍を出版したりすることを禁じる条例を可決した。

## 地理
| 母語話者（リヴィウ州） 2001 | 母語話者（リヴィウ州） 2001 | 母語話者（リヴィウ州） 2001 | 母語話者（リヴィウ州） 2001 | 母語話者（リヴィウ州） 2001 |
| --------------------------- | --------------------------- | --------------------------- | --------------------------- | --------------------------- |
|                             |                             |                             |                             |                             |
| ウクライナ語                | ウクライナ語                |                             | 95.3%                       | 95.3%                       |
| ロシア語                    | ロシア語                    |                             | 3.8%                        | 3.8%                        |

地形は多様であり、丘陵地帯から草原や森林まである。

## 州の行政区画
29の区域で構成されており、20の区と9つの市町村に分けられる。

### 地区
- ソカリ地区
- ゾーロチウ地区（ウクライナ語版）
  - （都市型集落）クラスネ (リヴィウ州ゾーロチウ地区)

## 人口
2001年ウクライナ国勢調査によるデータ。
- 総人口：2,626,500人[2]
- 都市人口：1,558,700人（59%）；農村人口：1,067,800人（41%）[3]
- 性別人口：男性は1,245,100人（47%）；女性は1,381,400人（53%）[4]